# Gerätewagen Dekontamination Personal
Der Gerätewagen Dekontamination Personal (GW Dekon P), vor dem Jahr 2014 Dekontaminationslastkraftwagen Personen (Dekon-LKW P) oder im Fachjargon auch Dekon P bzw. Dekon-P genannt, ist ein deutsches Einsatzfahrzeug, welches für den Einsatz bei ABC-Schadenslagen bzw. bei Gefahrstoffunfällen konzipiert ist. Es handelt sich um ein Fahrzeug für den Zivil- und Katastrophenschutz, dessen Beschaffung durch den Bund erfolgt. Seine Beladung dient der Einrichtung eines Dekontaminationsplatzes, auf dem Einsatzkräfte und Betroffene, die mit gefährlichen Substanzen in Berührung gekommen sind, durch die Besatzung dekontaminiert werden können.

## Kurzbezeichnung
Die offizielle Kurzbezeichnung für den Dekontaminationslastkraftwagen Personal lautet Dekon-LKW P bzw. GW Dekon P für die neue Version in Form der Gerätewagen Dekontamination Personal; dabei bedeuten:
- Dekon = Dekontamination,
- GW = Gerätewagen,
- LKW = Lastkraftwagen,
- P = Personal.

## Ausrückeordnungen
Der Gerätewagen Dekontamination Personal rückt oft im Gefahrstoffzug mit dem Gerätewagen Gefahrgut aus. Er kann nicht allein operieren, ist jedoch Bestandteil des ABC-Dienstes im Katastrophenschutz.
In der Praxis kommen spezielle Dekontaminationsfahrzeuge jedoch relativ selten zum Einsatz, da bei den meisten Gefahrgutunfällen fast immer eine behelfsmäßige Dekontamination (zum Beispiel „Not-Dekon“) ausreichend ist. In manchen Feuerwehren werden sie allerdings auch wie ein Lastkraftwagen für Transportzwecke eingesetzt.

## Geschichte
Vom heute stark verbreiteten Dekon-LKW P nach BA 1013/1998 wurden seit dem Jahr 1998 insgesamt 371 Exemplare bestellt und größtenteils an Feuerwehren im gesamten Bundesgebiet ausgeliefert.
Dieser Variante gingen zwei Prototypen voraus. Bei diesen hatte man die Dekontaminationsausrüstung in einem Fahrzeug mit einem zulässigen Gesamtgewicht von 7.490 kg untergebracht, das mit dem Führerschein der damaligen Klasse 3 gefahren werden konnte. Durch die absehbare Umstellung der Führerscheinklassen im Jahr 1999 wurde dieser Plan jedoch verworfen.
Der erste Prototyp (BA 1097/1992) war ein MAN-VW 8.150. Er hatte 7 Sitzplätze und ebenfalls Allradantrieb. Der zweite Prototyp (BA 1010/1997) war auf einem Iveco 75 E 14 mit Hinterradantrieb und 7 Sitzplätzen konzipiert. Die auffälligsten Unterschiede zwischen den drei Varianten sind neben dem Gewicht die geringere Bodenfreiheit des nicht geländefähigen zweiten Prototyps sowie die von ursprünglich 3,20 m über 3,80 m auf 4,30 m gestiegene Länge der Ladefläche.
Im Jahr 2008 wurden 25 Fahrzeuge MAN TGM 18.280 – zusammen mit dem Mehrzweckkraftwagen (MzKW) des THW – beschafft. Zwischenzeitlich ist der Fahrzeugtypus überarbeitet worden und als Dekontaminationslastkraftwagen Personen 2 bzw. nunmehr Gerätewagen Dekontamination Personal etabliert. Auch die Beladung hat sich – wie unten gezeigt wird – leicht gewandelt.
Für die Medizinische Task Force ist die Einführung von weiterentwickelten Dekontaminationslastkraftwagen Personen 2+ bzw. Gerätewagen Dekontamination Verletzter (GW Dekon V) geplant.

## Technik

### Normung
Der Gerätewagen Dekontamination Personal ist nicht nach DIN genormt. Bei den meisten Exemplaren handelt es sich um Fahrzeuge, die vom Bundesamt für Bevölkerungsschutz und Katastrophenhilfe in einem Beschaffungsantrag (BA), in diesem Fall im BA 1013/1998, beschrieben und für den Zivilschutz sowie ergänzend für den Katastrophenschutz zentral beschafft wurden. Diese Beschaffungsanträge sind in der Regel konkreter als Fahrzeugnormen, da in ihnen bestimmte Fahrgestelle, Motoren und die Beladung festgeschrieben sind.

### Technischer Aufbau
Beim Dekon-LKW P nach BA 1013 handelt es sich um einen Pritschenwagen auf MAN 10.163 mit Doppelkabine und einer hydraulischen Hubladebühne. Das zulässige Gesamtgewicht beträgt 10.500 kg (Nutzlast 4150 kg) und der Dieselmotor leistet 114 kW (155 PS). Das Fahrzeug ist mit Allradantrieb ausgerüstet und geländegängig. Die neuen Gerätewagen Dekontamination Personal haben eine zulässige Gesamtmasse von 16.000 kg und eine höhere Nutzlast, der Motor leistet nun 250 kW (340 PS).

### Grundsätzliche Beladung
Auf dem Fahrzeug befindet sich keinerlei feuerwehrtechnische Beladung zur Brandbekämpfung oder technischen Hilfeleistung, jedoch umfangreiche Beladung zum Aufbau und Betrieb eines Dekontaminationsplatzes. Die Beladung des Fahrzeuges besteht im Wesentlichen aus Duschzelt, Einmannduschkabine (EDK), Wasserdurchlauferhitzer (WDE), Hauswasserwerk (HWW), zwei Aufenthaltszelten mit dieselbetriebenem Zeltheizgerät, Schlauchmaterial, Wasserpumpen, Stromerzeuger, Beleuchtungsgerät sowie Falttanks zum Auffangen des kontaminierten Wassers. Es befindet sich jedoch kein Material zur Entnahme und Fortleitung aus der öffentlichen Wasserversorgung auf diesem Fahrzeug, weshalb es regelmäßig in Kombination mit Löschfahrzeugen eingesetzt wird.

Geräte des Dekon-LKW P nach alter Trinkwasserverordnung
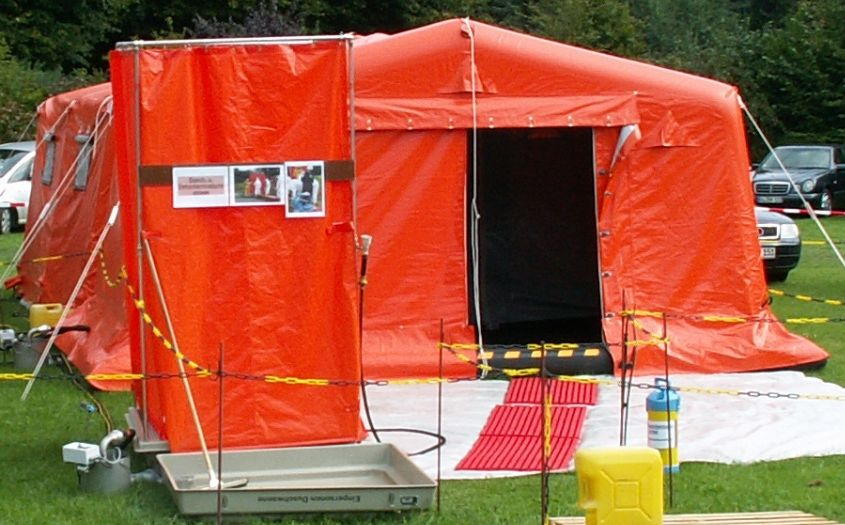
Dekontaminationsplatz mit Duschzelt und Einmannduschkabine (alt, im Vordergrund)
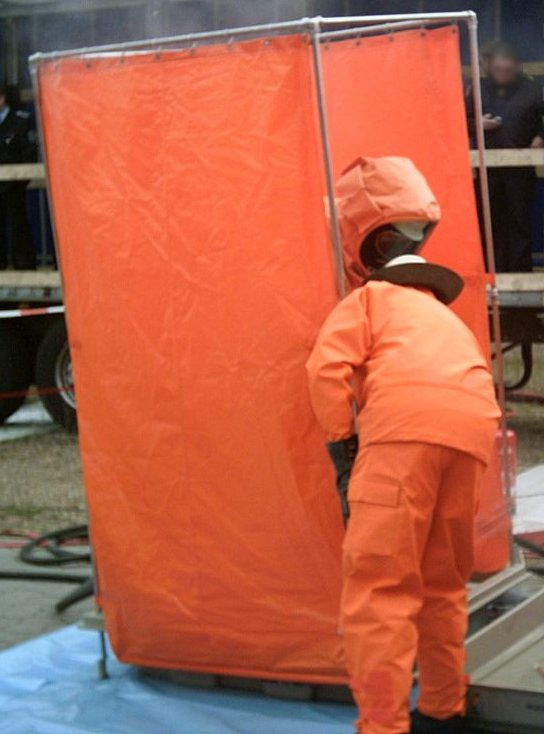
Einmannduschkabine (alt)
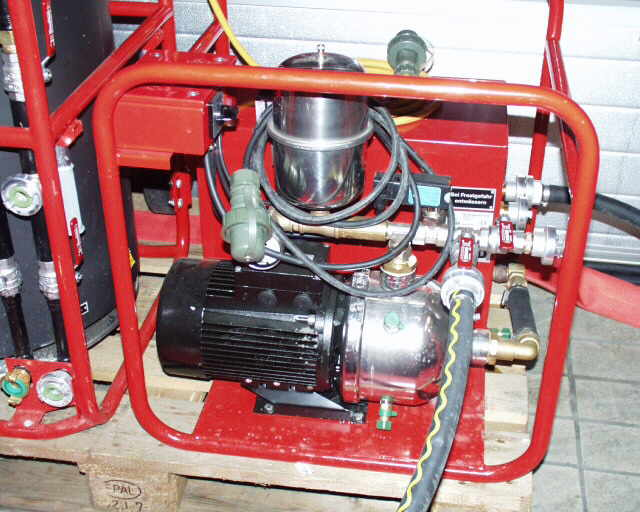
Hauswasserwerk (alt)
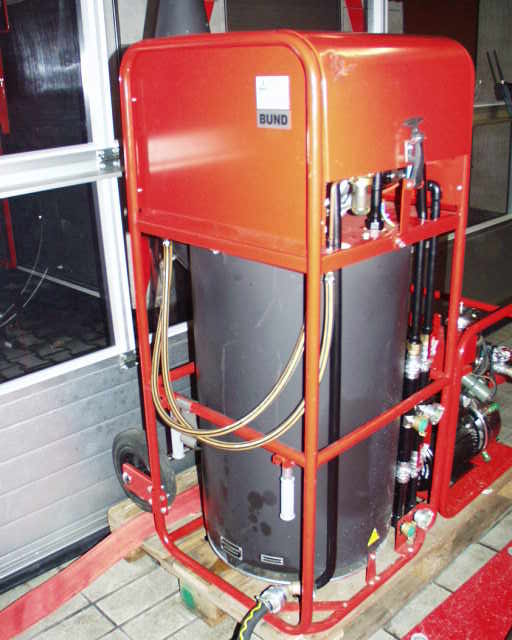
Durchlauferhitzer (alt)
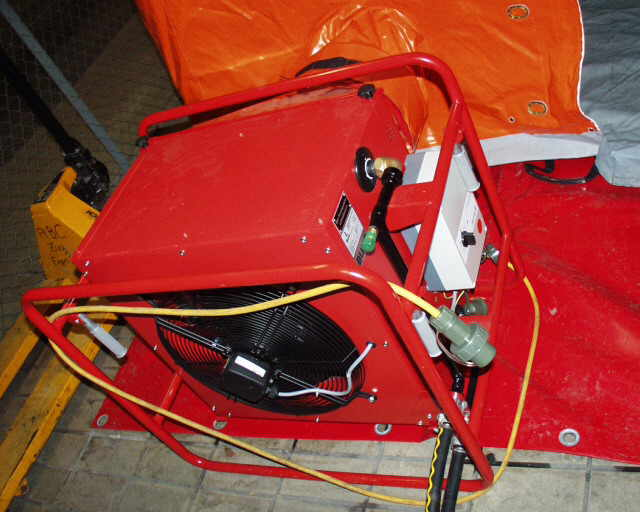
Zeltheizgerät (alt)
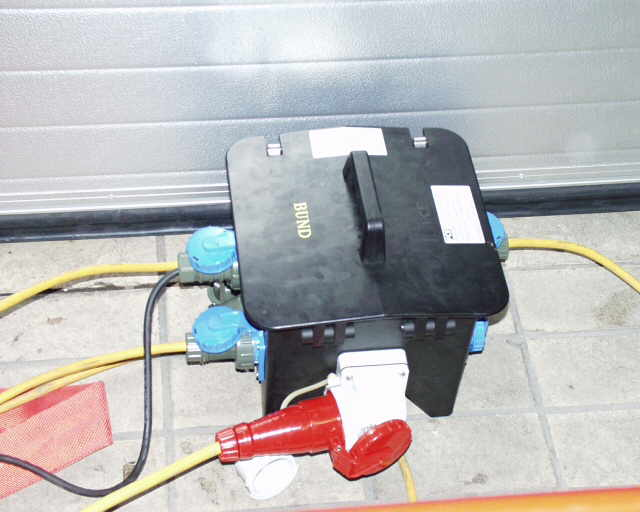
Stromverteiler

### Anpassung an die Trinkwasserverordnung von 2001

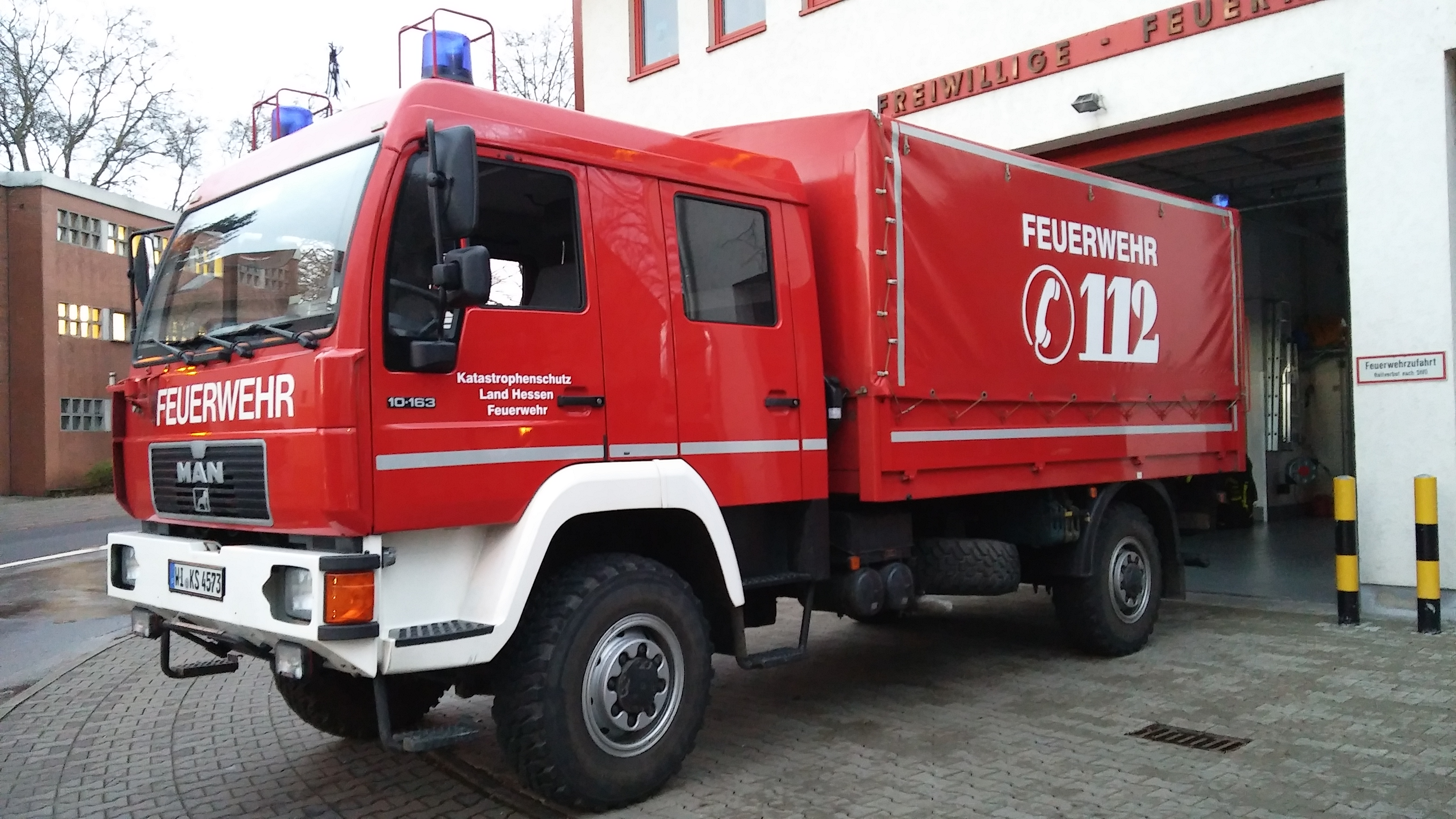
Dekontaminationslastkraftwagen Personen alten Typs mit neuer hessischer Beklebung

Bedingt durch die Trinkwasserverordnung aus dem Jahre 2001 musste die Beladung des Fahrzeuges angepasst bzw. ausgetauscht werden. Gleichzeitig wurde die Beklebung und Sichtbarkeit des Fahrzeuges verbessert. Dabei mussten folgende Beladungsgegenstände ausgetauscht werden:
| Ausstattung BA-Nr. 1013/98 | Austauschsatz BA-Nr. 7096/13 (und andere) |
| --- | --- |
| Wasserdurchlauferhitzer | Durchlauferhitzer, Heißwassermodul (HWM) 100 |
| Warmwasserheizgerät mit Luftgebläse | Zeltheizgerät, HEATER AIR 50B, mit Y-Verteiler, Warmluftschlauch, Thermostat für Zeltheizgerät mit Anschlussleitung, Warmluftstutzen, Heizung-Warmluftschlauch                                         |
| Kreiselpumpe mit Hydrosteuerung | Trinkwasserpumpe, 5,5 bar, ESPA Aspri 25-5 |
| Duschstangen, zweiteilig | Duschwasserverteilrohr, mit je drei Duschköpfen und zwei Schnellkupplungen, Ausführung „Austauschsatz“                                                                                                 |
| Verbindungsschlauch D mit einer Blindkupplung | Trinkwasserschlauch D, 3,5 m, (1/2", blau), zur Verbindung der beiden Duschwasserverteilrohre |
| 4 Handbrausen mit Spiralschlauch | Handbrause mit Schlauch bzw. Handbrause mit Stiel |
| Wärmeisolierkugeln | — |
| Packplane "Brauchwasser" mit 1000 Liter-Behälter | Trinkwasser-Faltbehälter 1000 Liter, mit 1 Inliner in Packtasche, Inliner-Adapter C-fest und PE-Inliner für 1000 Liter Faltbehälter                                                                    |
| Schlauch D, 3/4", 10 m | Trinkwasserschlauch D, 15 m, (1/2", blau) |
| Schlauch D, 3/4", 2,00 m | Trinkwasserschlauch D, 2 m, (3/4", blau) |
| Schlauch D, 3/4", 1,00 m | Trinkwasserschlauch D, 10 m, (3/4", blau) |
| Schlauch D/Geka, 1/2", 10 m | — |
| Schlauch Geka, 3/4", 2,00 m | — |
| Saugschlauch C, 300 mm | Trinkwasserschlauch C, 1,4 m (2", blau) |
| Saugschlauch C, 1.580 mm | Trinkwasserschlauch C, 2 m, (2", blau) |
| — | Trinkwasserschlauch C, 1 m, (2", blau) |
| — | Trinkwasserschlauch C, 20 m, (Rollschlauch C52, blau) |
| Saugkorb C | — |
| Schlauchabsperrung / Kugelhahn D | Kugelhahn D, 1", 2 D-Festkupplungen |
| Schlauchabsperrung / Kugelhahn C | Kugelhahn C, 2", 2 C-Festkupplungen |
| Übergangsstück C - D | Übergangsstück C-D |
| Übergangsstück Geka - D | Übergangsstück D-GEKA |
| — | Übergangsstück D-1" AG |
| — | Übergangsstück D-3/4" AG |
| Verteiler D - DD | Verteiler D-2D, 3 D-Festkupplungen |
| Verteil- / Y-Stück D | Verteiler D-2D, mit Rückflussverhinderer und zwei Kugelhähnen |
| Rohrbogen, 90°, C | Bogen C, 90°, (2") |
| Handbrause, Geka | — |
| — | Standrohr 2C, mit Rückflussverhinderer |
| — | Unterflur-Hydrantenschlüssel C nach DIN 3223 |
| — | Überflur-Hydrantenschlüssel B nach DIN 3223 |
| — | Rückflussverhinderer B-C, Festkupplungen |
| — | Druckminderer 5 bar, D, 1" |
| — | Kupplungsschlüssel B-C |
| — | Verteiler C-3C, drei Kugelhähne, eine Festkupplung |
| — | Verteiler C-2C, 2" |
| Einpersonen-Dusche, bestehend aus: - Einpersonen-Duschwanne - Einlegeboden, zweiteilig - Ablaufsieb - Spritzschutzvorhang - Gestell für Spritzschutzvorhang, 9-teilig - Vorduschwanne (Transportdeckel) | Einpersonen-Duschkabine |
| | Heringe in Tasche |
| | Hammer 1,5 kg |
| | Reparatursatz, bestehend aus: - Kleber - Flicken Zelthaut grau - Flicken Zelthaut weiß - Flicken Stützgerüst / Plane - Stempel                                                                         |
| — | Ventilausdrehwerkzeug |
| — | Elektrisches Zeltgebläse (Blower) mit Füllschlauch |
| — | Druckminderer für Pressluftbefüllung |
| — | Spiralschlauch mit Waschbürste |
| — | Abwasserrohr DN 100, 0,5 m, (HT Rohr) |
| — | Abwasserrohr exzentrisch DN 100 × 70, HT-Übergangsrohr |
| — | Platten zur Bodenerhöhung |
| — | Desinfektionssatz, bestehend aus: - Vernebler, mit Geka-Kupplung - Kanister Desinfektionslösung S003, 5 kg, mit Sprayer - Kanister Desinfektionslösung S003, 10 kg - Dose mit 100 Sanosil-Teststreifen |
| — | Übergangsstück Geka-D |
| — | Übergangsstück Geka-C |
| — | Kontaminationsnachweisgerät CoMo-170 ZS, in Koffer mit je: - 2 Batterien (AA) - 2 Ohrhörern |
| — | Ersatz Mylar-Folienrahmen + Moosgummi-Dichtung |
| — | Schraubendreher Kreuzschlitz PH0 × 60 |
| — | USB-Datenkabel |
| — | Anleitung CoMo-170 ZS, Ringbuch |
| — | Anleitung Software, Ringbuch |
| — | CD: Software und Anleitungen |
| — | Unterlegplane Duschkabine (3000 × 4000 mm) |
| — | Druckluftadapter für Reifenfüllanschluss |

### Beladungsbilder
Die folgenden Abschnitte stellen die aktuelle Beladung gemäß dem Beladeplan der Hessischen Landesfeuerwehrschule durch Fotografien und Bildunterschriften dar:

#### Übersichtsbilder der Ladereihenfolge

Beladereihen nach neuer Trinkwasserverordnung des Gerätewagen Dekontamination Personal
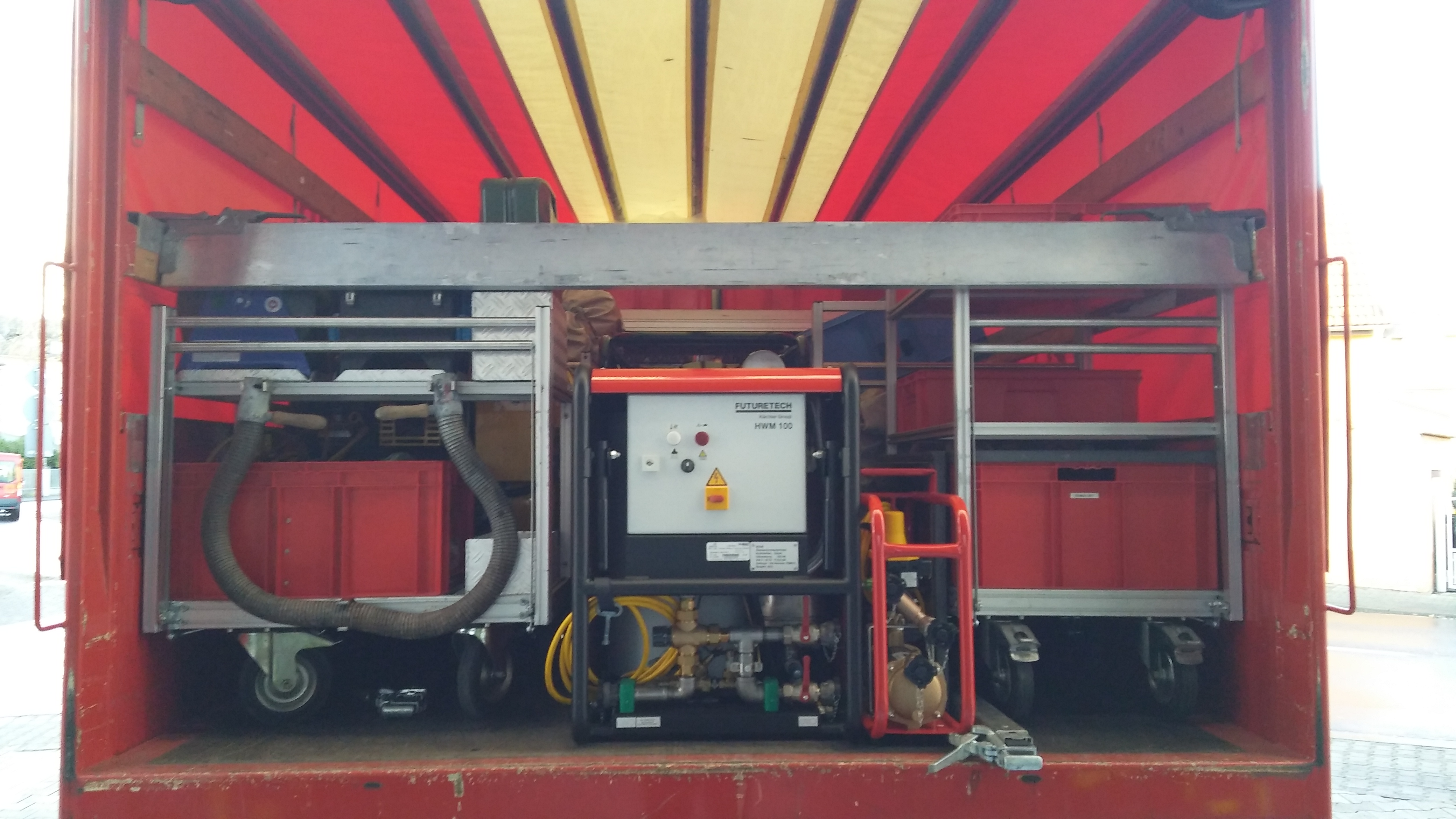
Reihe an Ladebordwagen mit Stromerzeuger inkl. Zubehör, Durchlauferhitzer, Trinkwasserpumpe und Wagen mit wasserführenden Armaturen
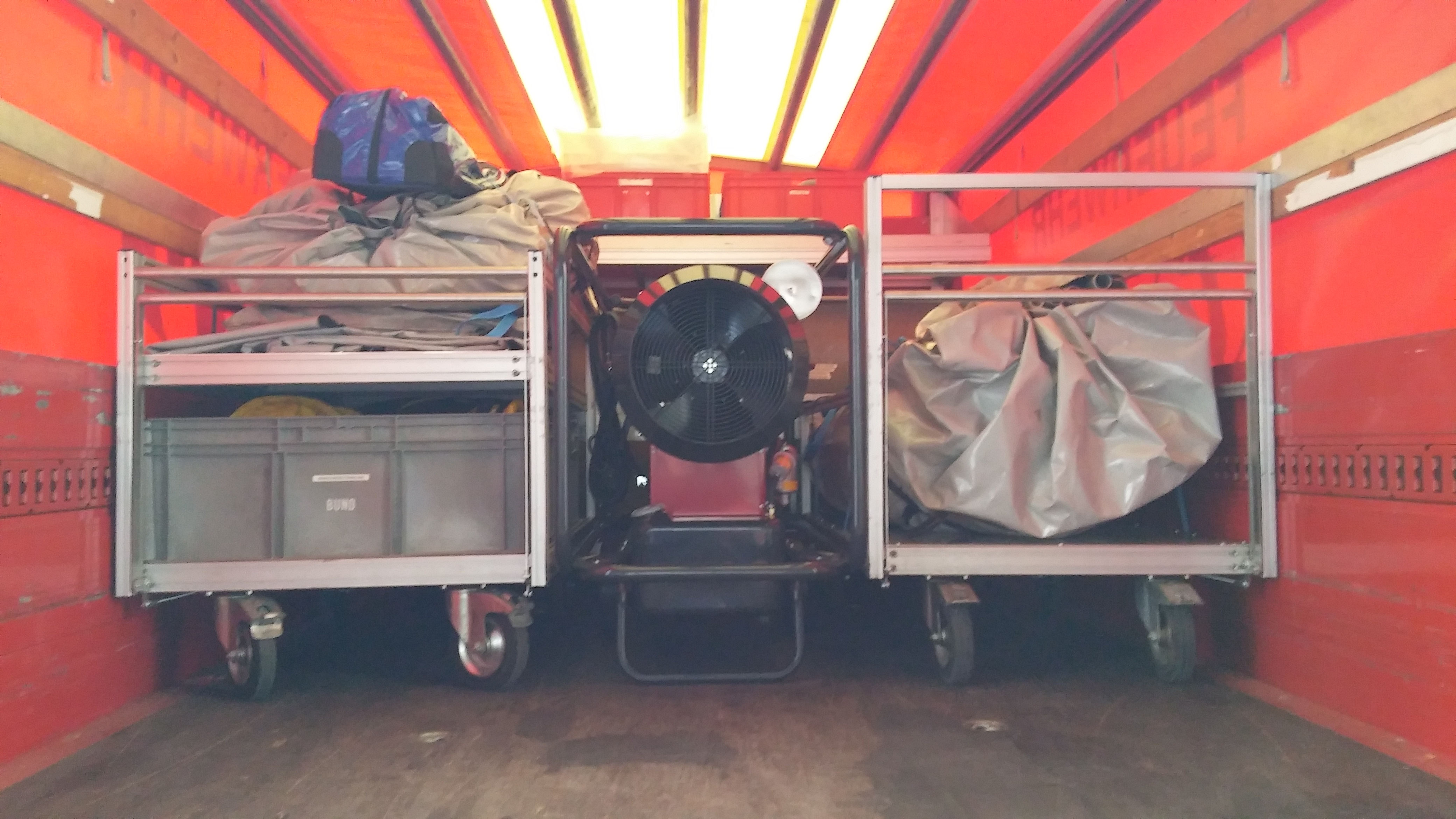
Mittler Reihe mit Aufenthaltszelt rechts, Heißluftgebläse mittig und Duschzelt links
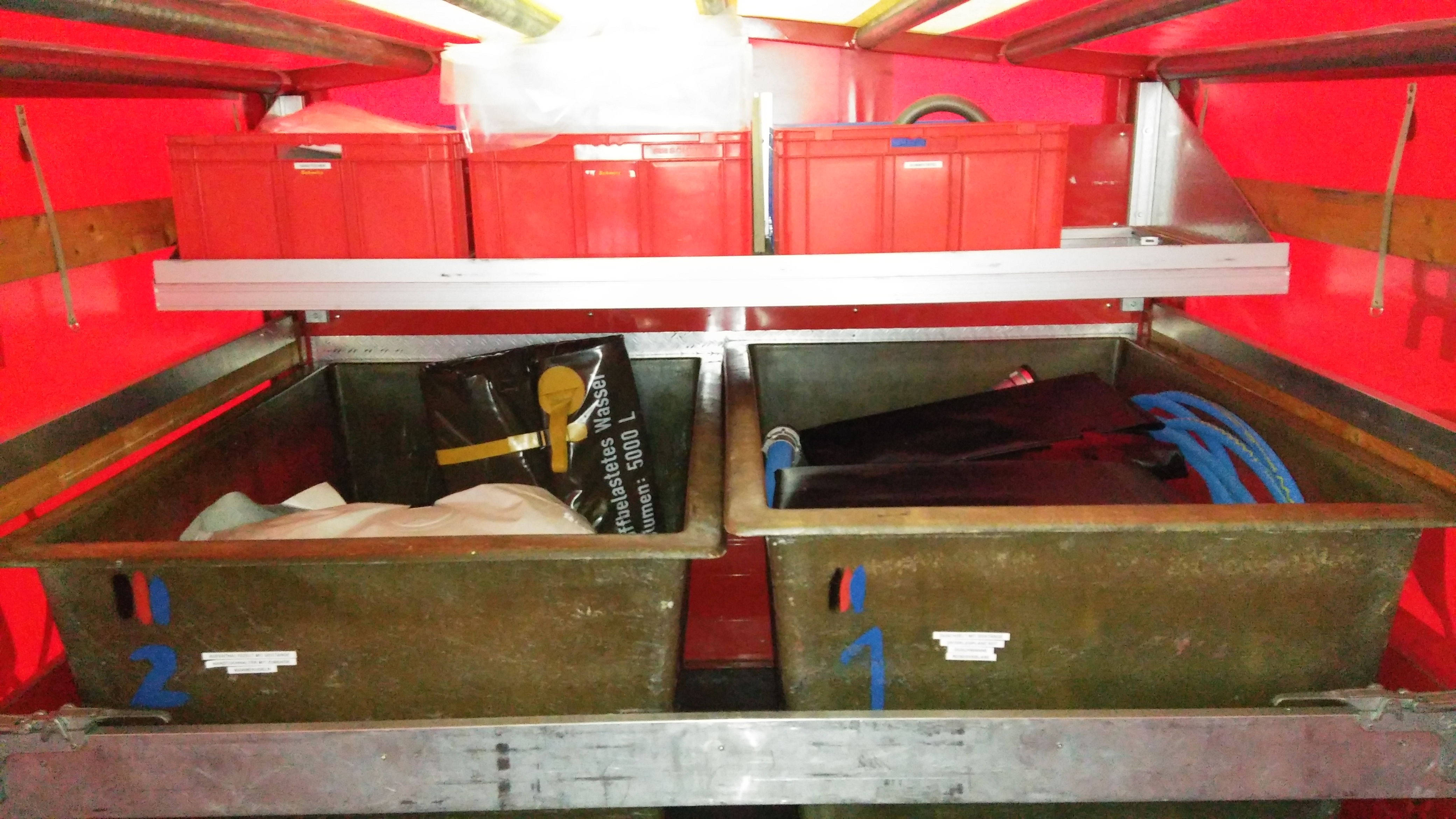
Reihe an Stirnwand mit wasserführenden Armaturen rechts und Einmannduschzelt links

##### Reihe an Ladebordwand

Reihe an Ladebordwand des Gerätewagen Dekontamination Personal
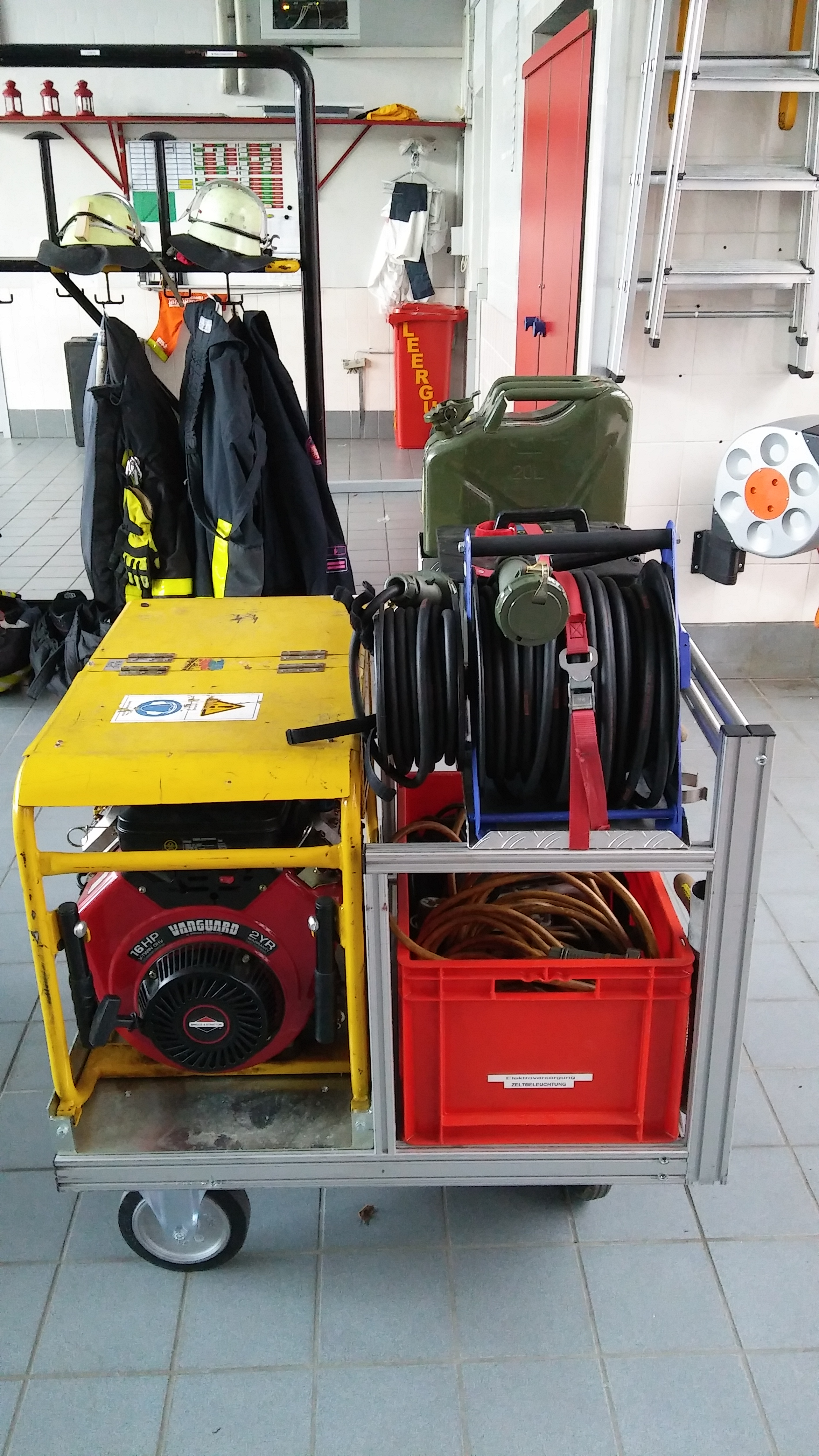
Stromerzeuger inkl. Zubehör, Verlängerungskabel, Stromwürfel und Beleuchtung
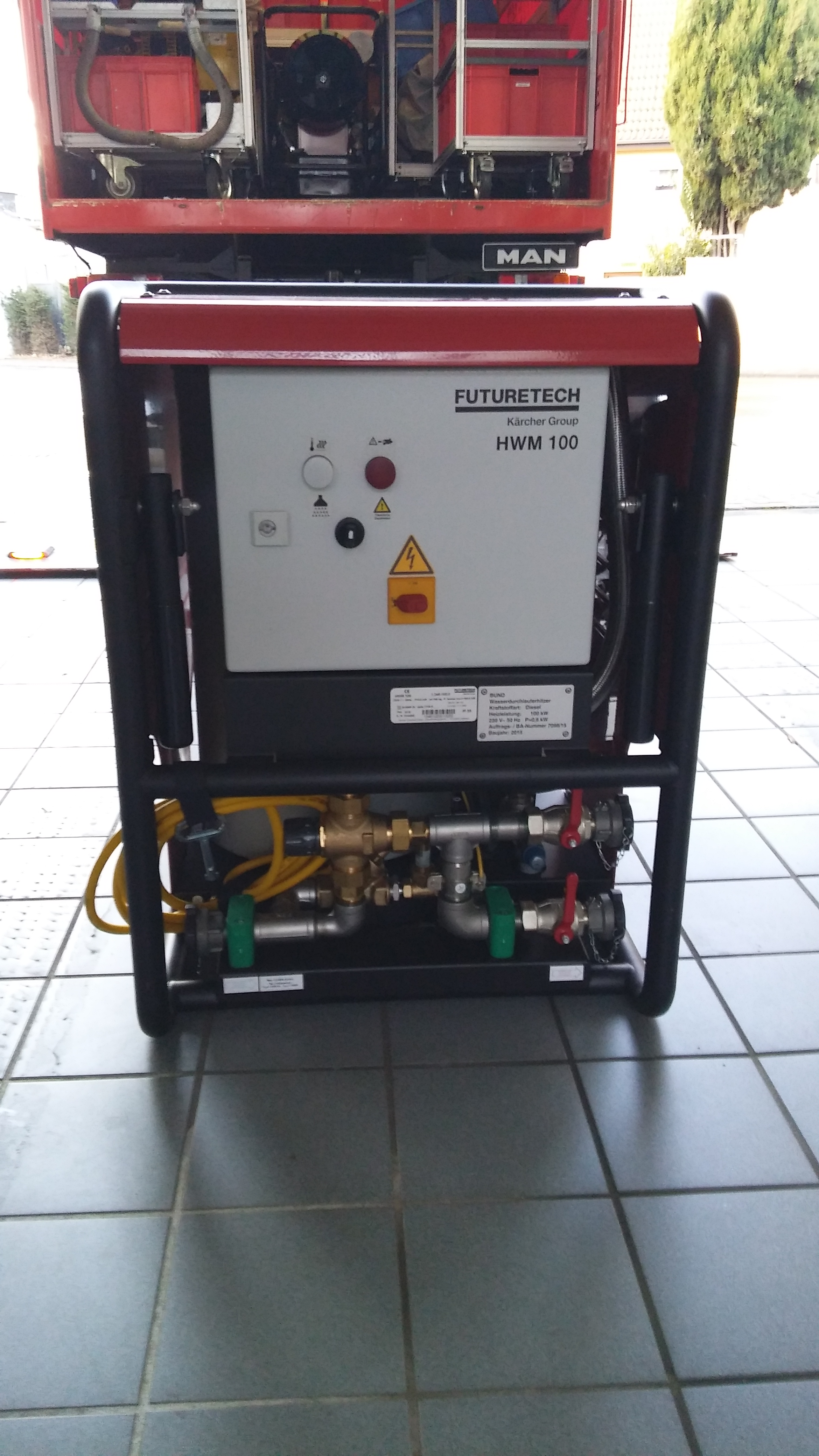
Durchlauferhitzer, Heißwassermodul (HWM) 100; Ansicht vorne
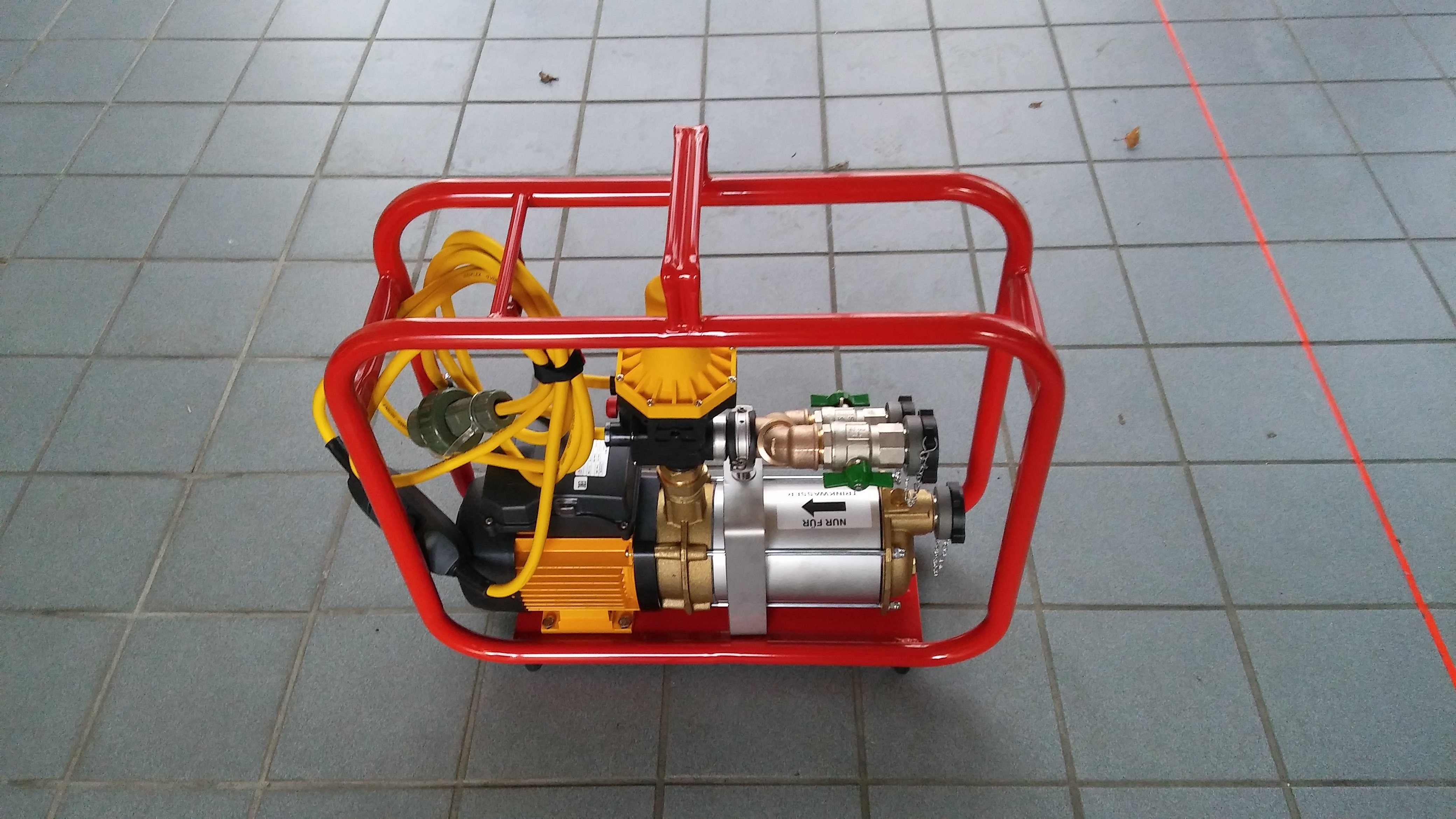
Trinkwasserpumpe, 5,5 bar, ESPA Aspri 25-5
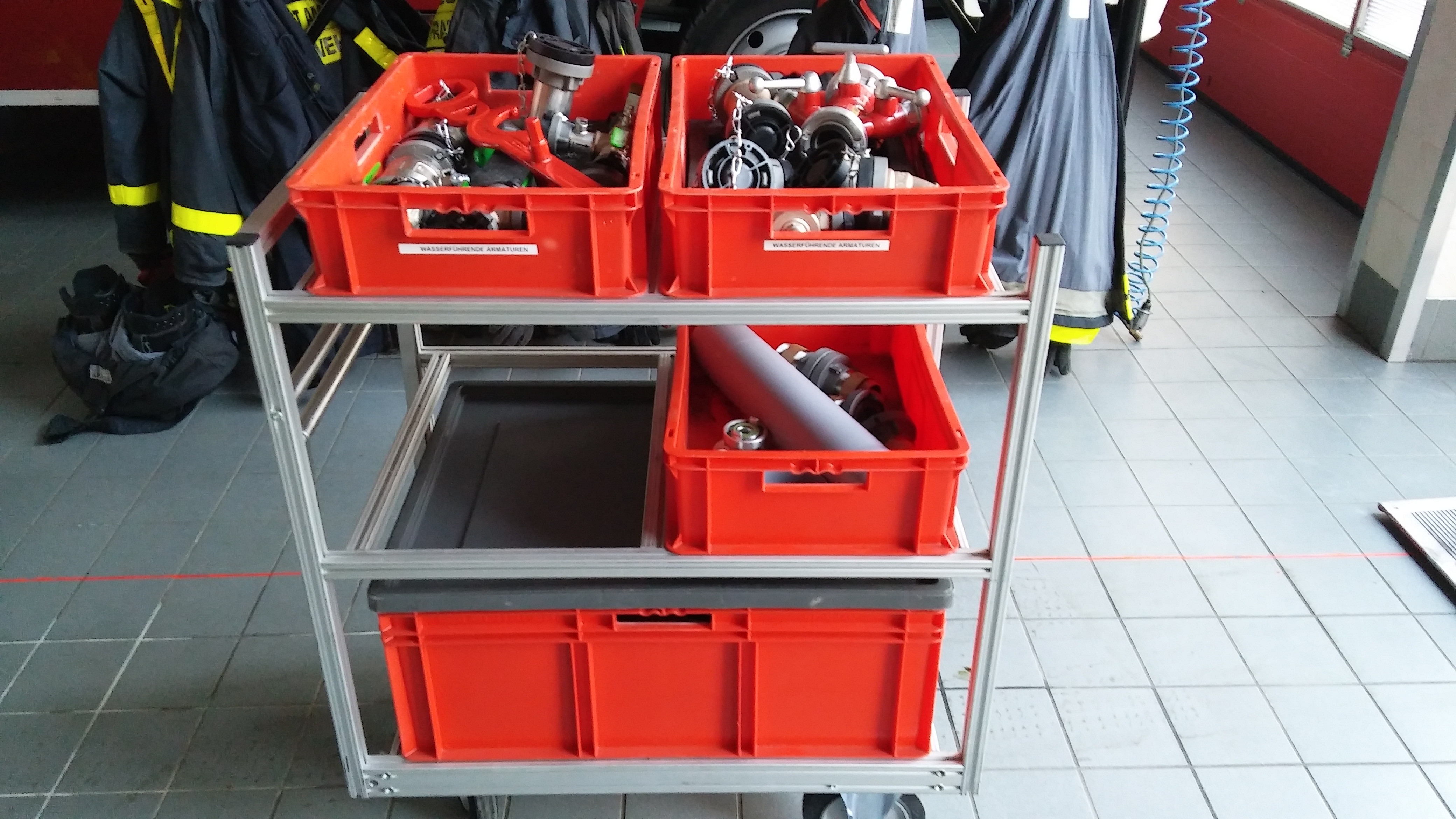
Wagen mit wasserführenden Armaturen

##### Mittler Reihe

Mittler Reihe des Gerätewagen Dekontamination Personal
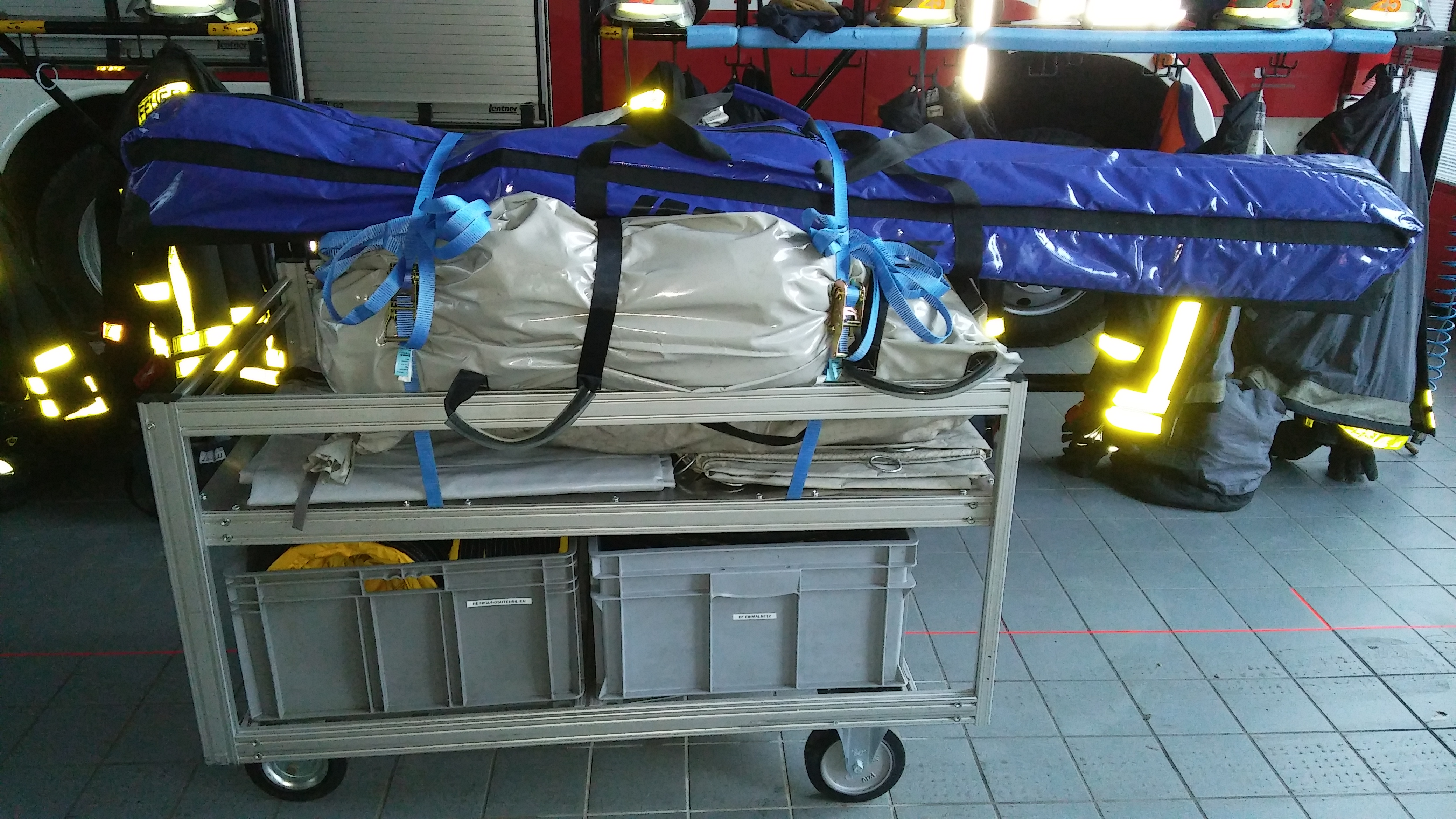
Duschzelt mit Zubehör und Warmluftschlauch
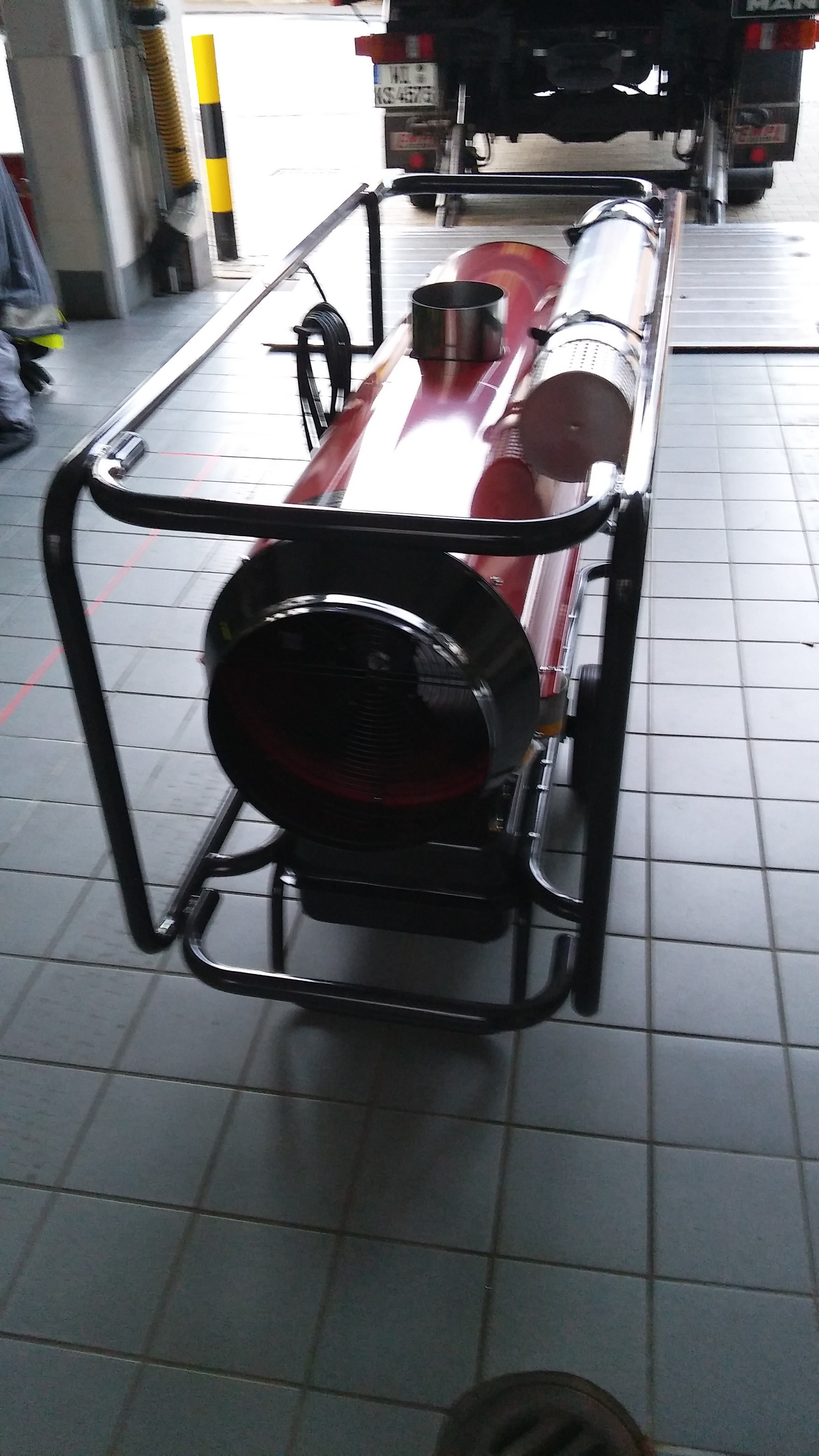
Zeltheizgerät HEATER AIR 50B
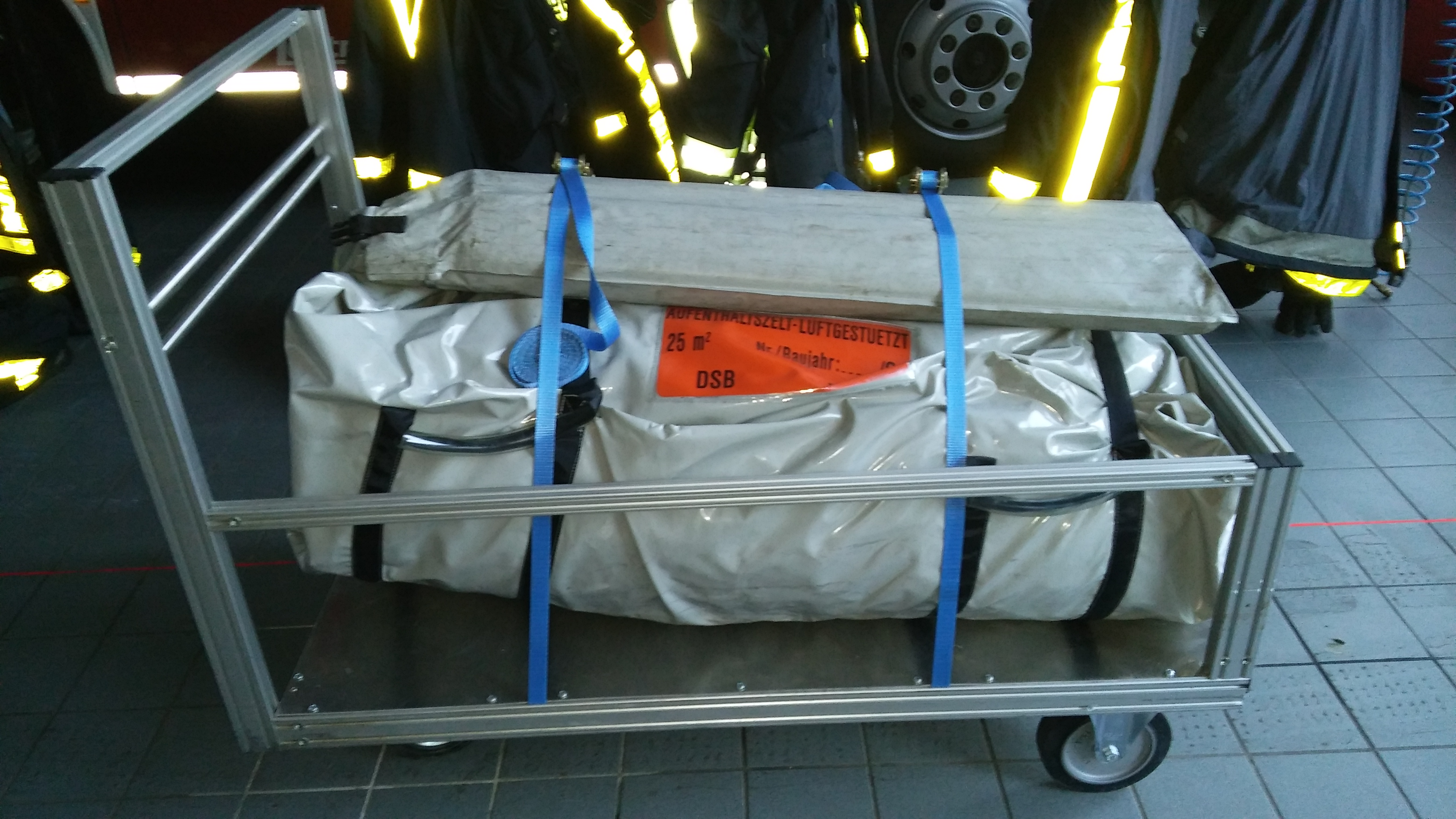
Aufenthaltszelt mit Zubehör

##### Reihe an Stirnwand

Reihe an Stirnwand des Gerätewagen Dekontamination Personal
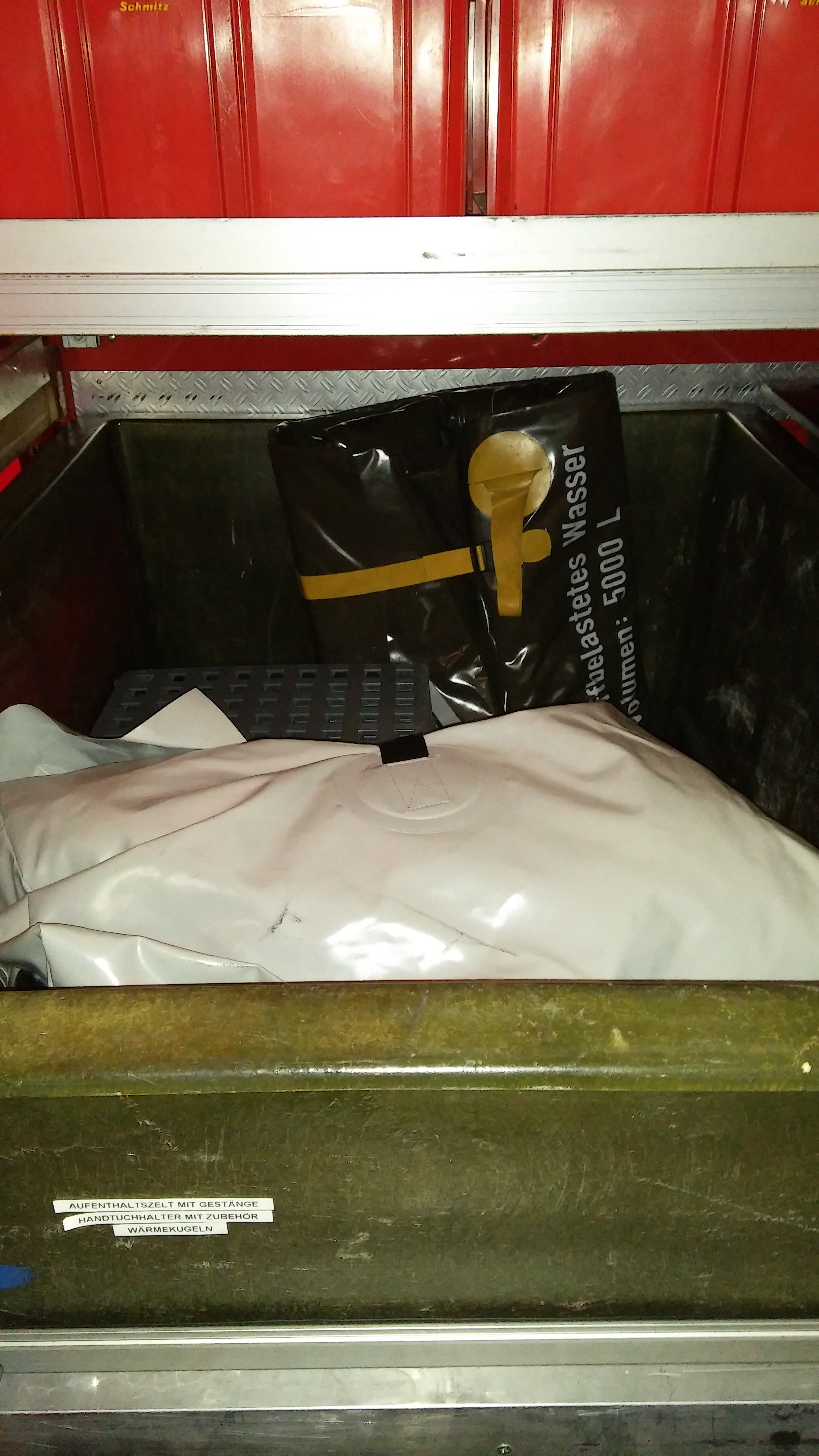
Wagen mit Einpersonen-Duschkabine und Zubehör
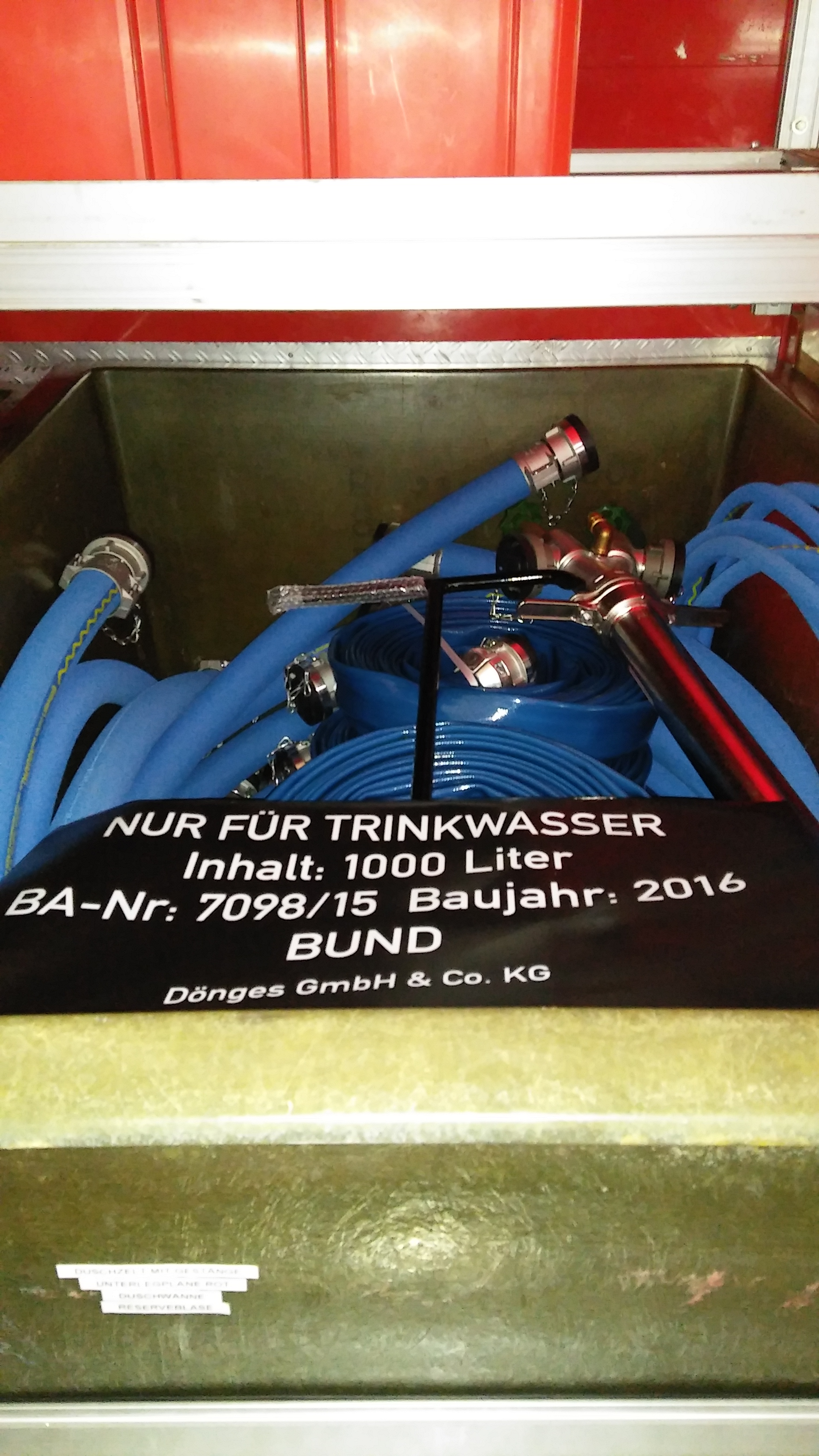
Wagen mit Trinkwasserschläuchen und Zubehör

#### Geräte nach neuer Trinkwasserverordnung

Geräte nach neuer Trinkwasserverordnung des Gerätewagen Dekontamination Personal
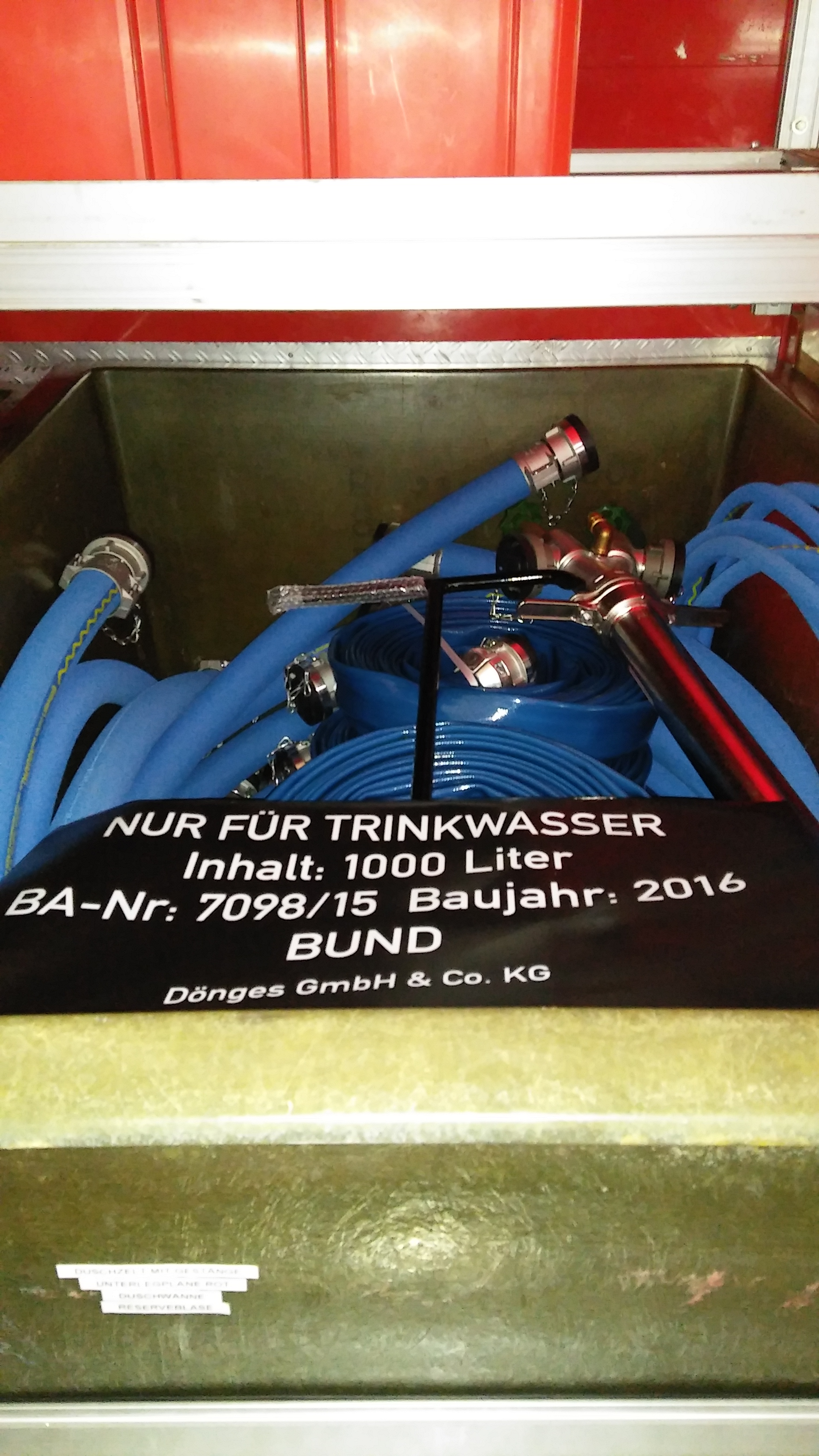
Wagen mit Trinkwasserschläuchen und Zubehör
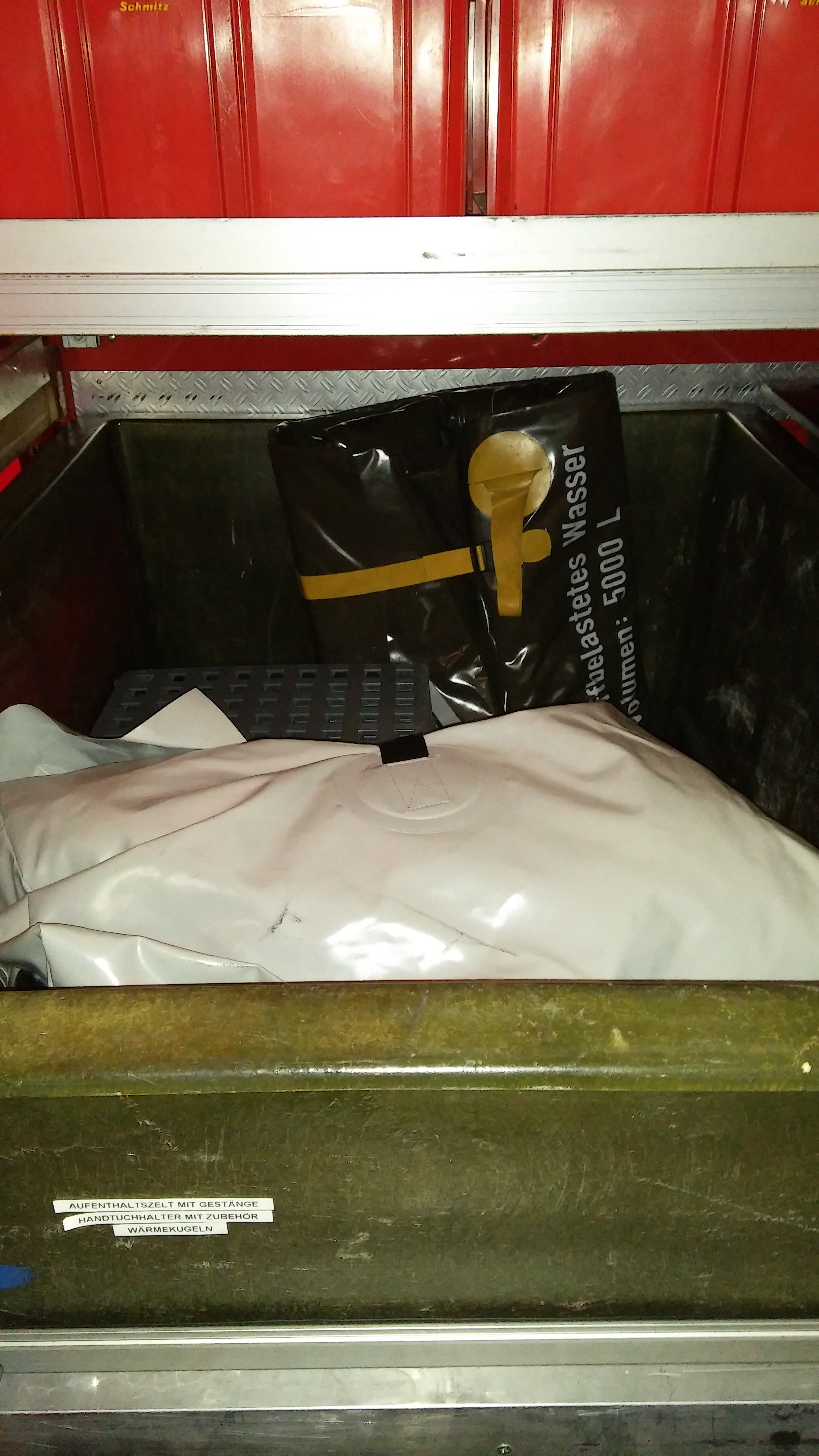
Wagen mit Einpersonen-Duschkabine und Zubehör
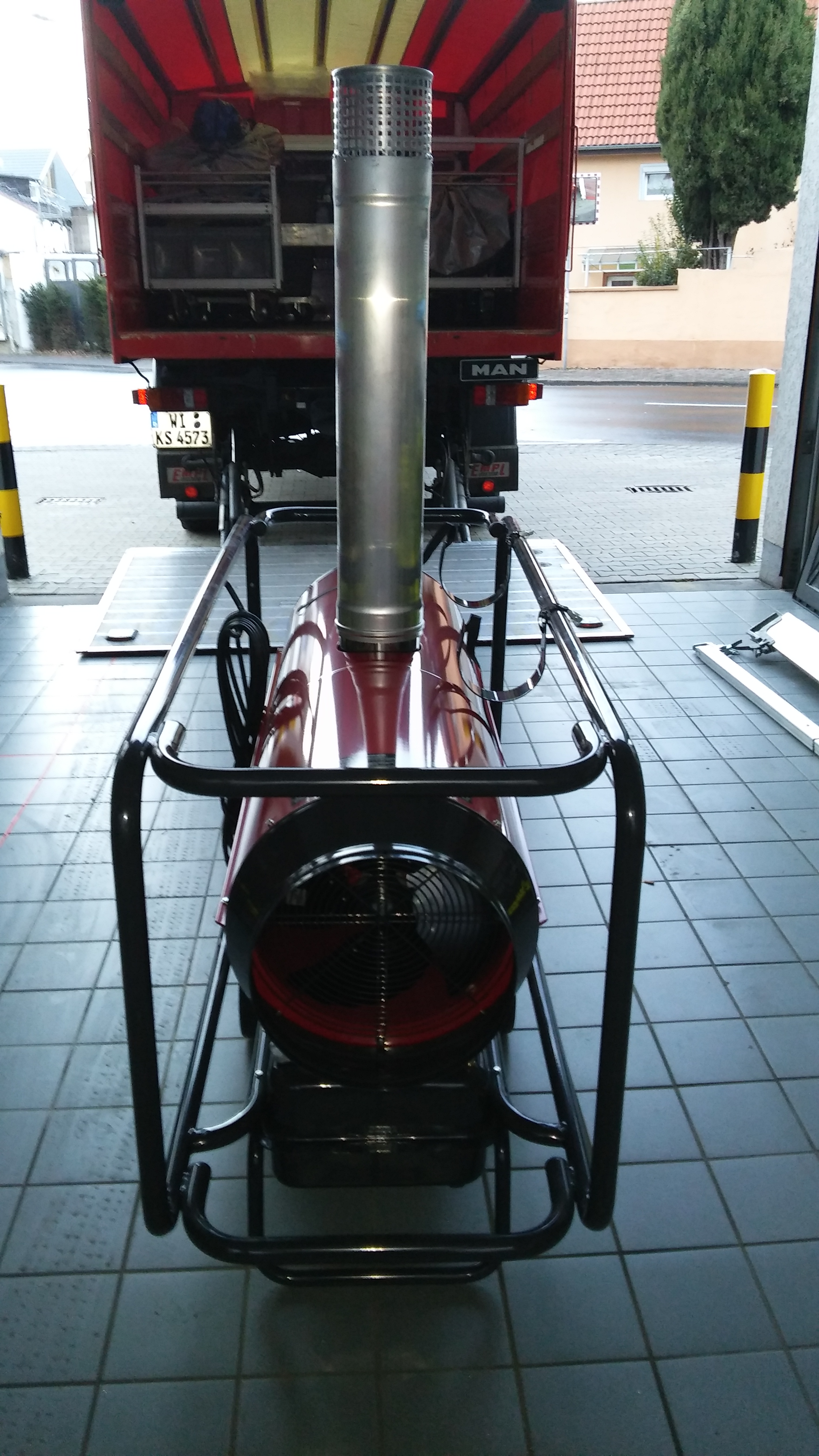
Zeltheizgerät, HEATER AIR 50B, mit Schornstein
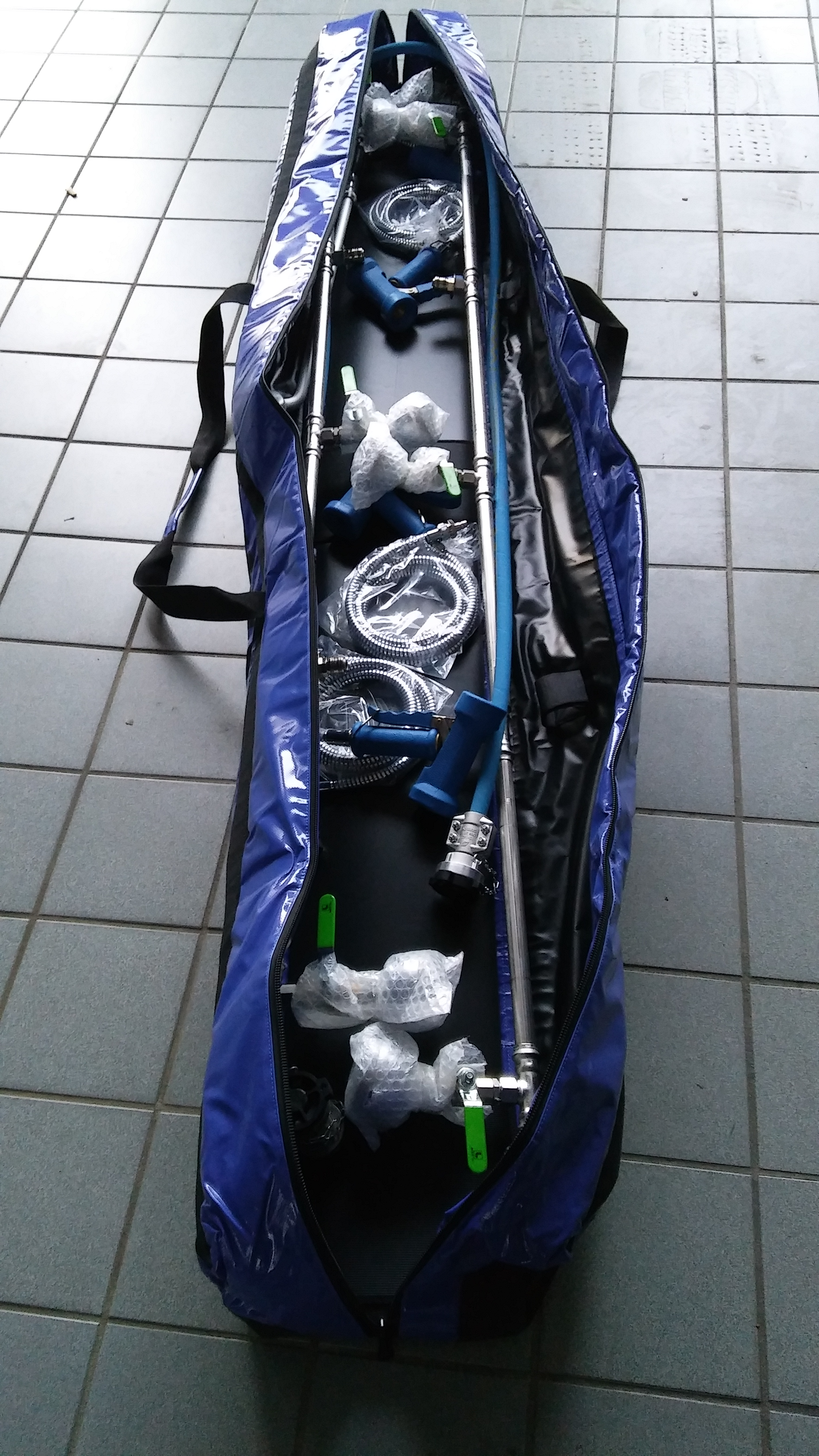
Duschwasserverteilrohr mit Zubehör
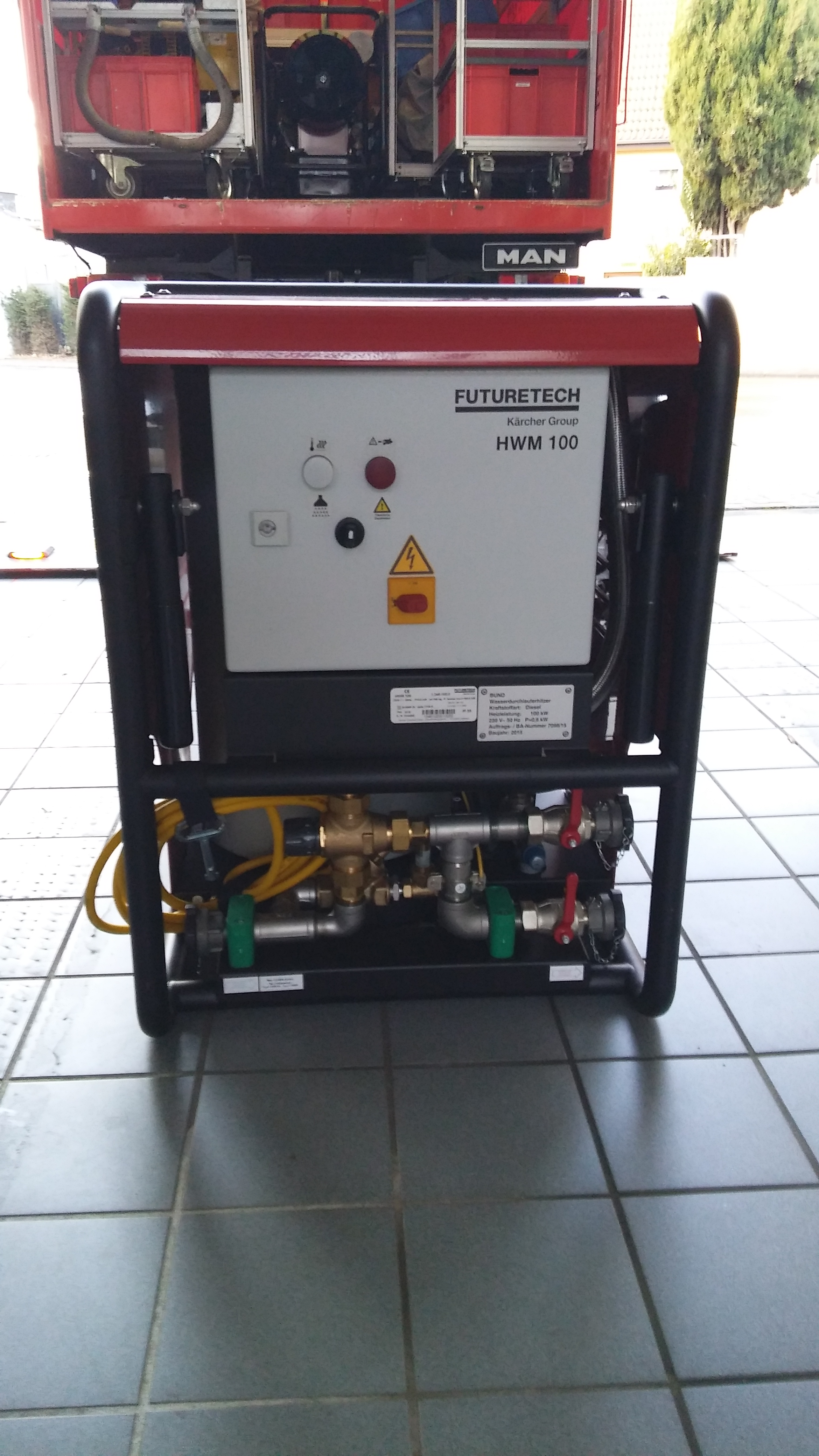
Durchlauferhitzer, Heißwassermodul (HWM) 100; Ansicht vorne
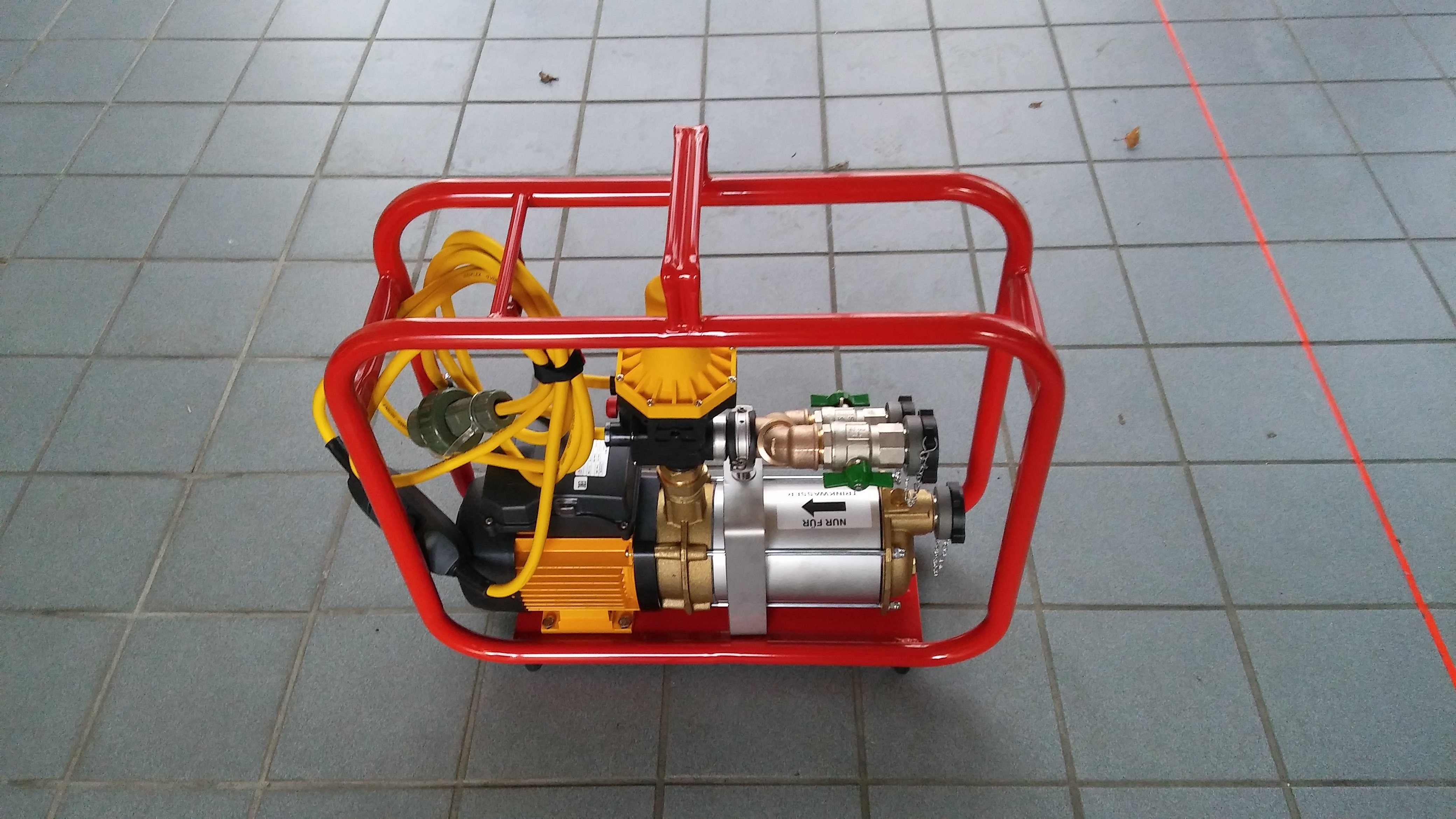
Trinkwasserpumpe, 5,5 bar, ESPA Aspri 25-5
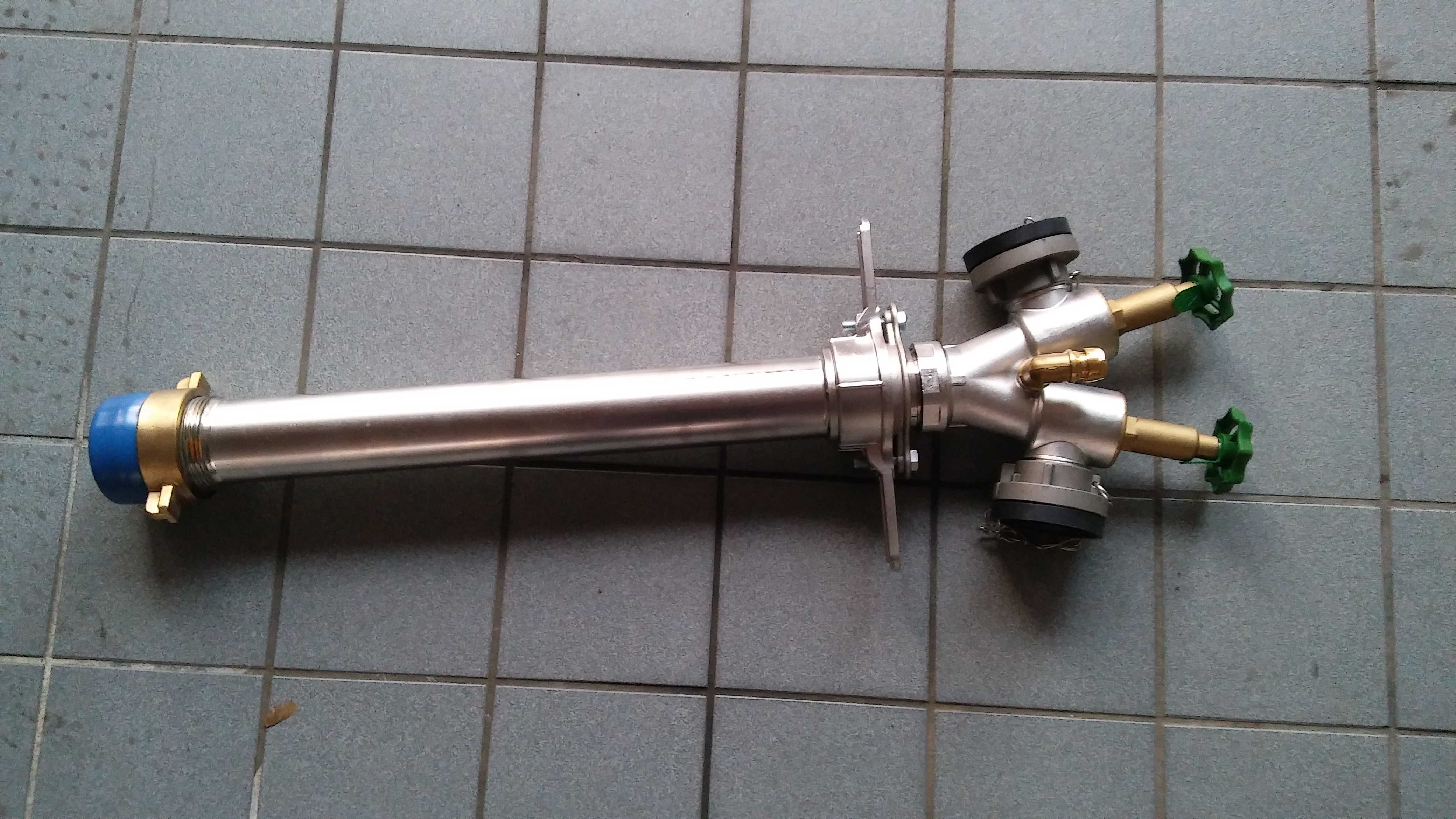
Standrohr 2C, mit Rückflussverhinderer
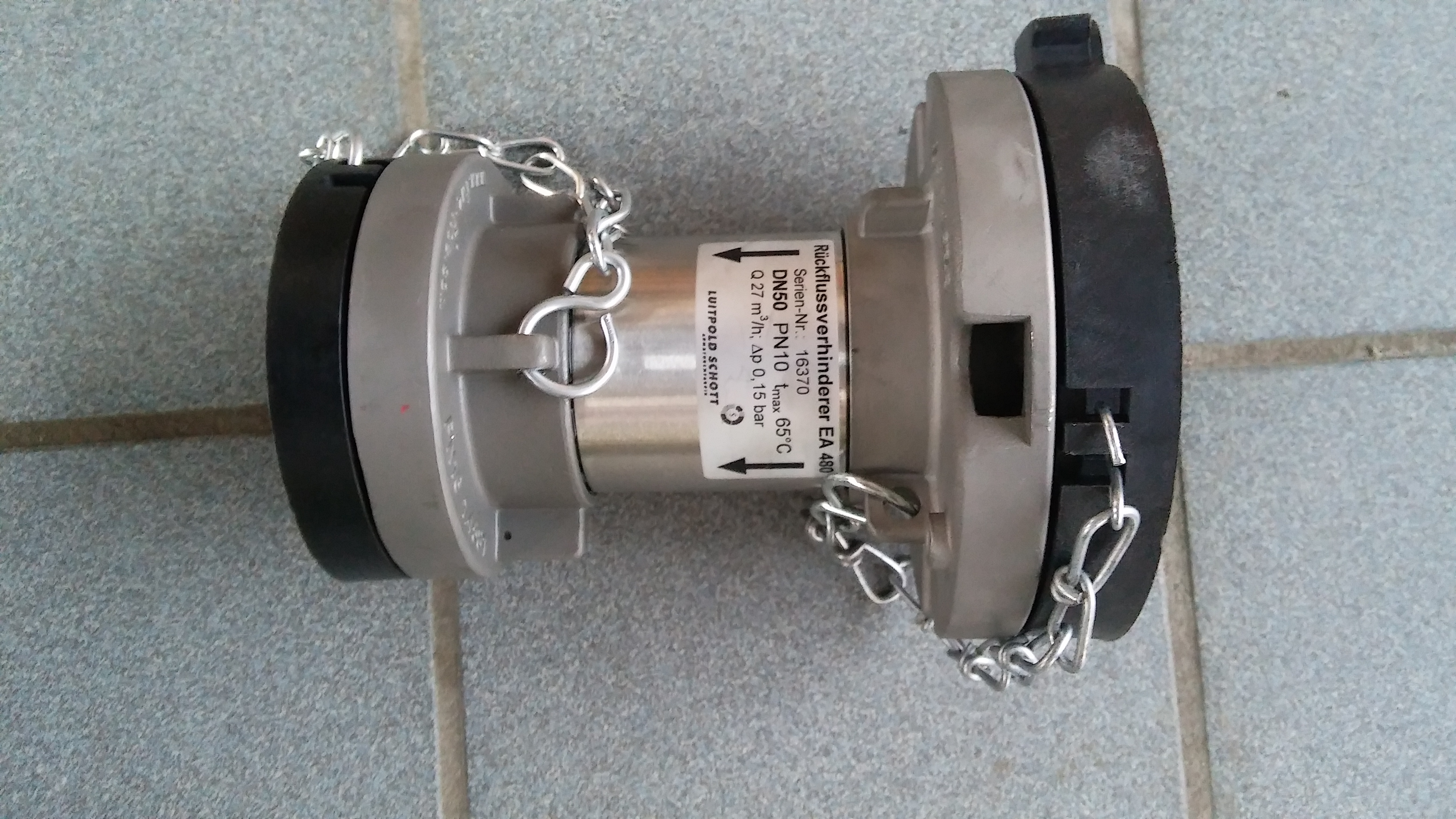
Rückflussverhinderer B-C, Festkupplungen
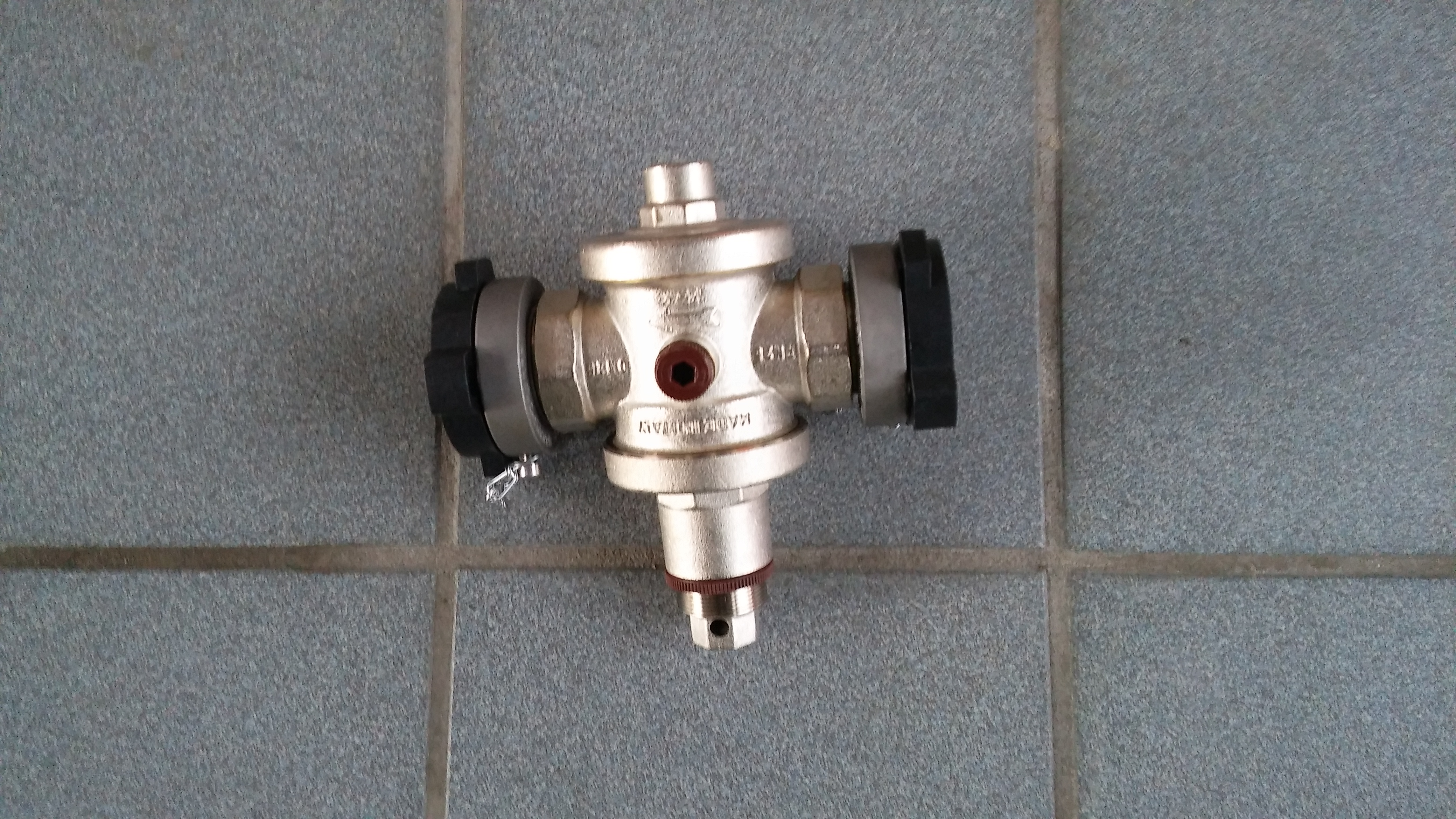
Druckminderer

## Alternative
Auch im Bereich der Dekontamination wurden Abrollbehälter als Alternativen zum Gerätewagen Dekontamination Personal bzw. zum Dekontaminationslastkraftwagen Personen entwickelt.